# Poggiellus
Poggiellus là một chi bọ cánh cứng trong họ 
Elateridae.
Chi này được miêu tả khoa học năm 2006 bởi Schimmel.

## Các loài
Các loài trong chi này gồm:
- Poggiellus davidi (Candèze, 1878)
- Poggiellus kucerai Schimmel, 2006